# До побачення там, нагорі (фільм)
«До побачення там, нагорі» (фр. Au revoir là-haut) — франко-канадський драматичний фільм 2017 року, поставлений режисером Альбером Дюпонтелем за однойменним романом-бестселером П'єра Леметра 2013 року. Фільм був номінований у 13-ти категоріях на здобуття французької національної кінопремії «Сезар» 2018 року та отримав п'ять нагород, зокрема за найкращу режисерську роботу. 

## Сюжет
Останні дні Першої світової війни. Лейтенант Прадель, негідник, для якого людське життя ніщо, посилає на вірну загибель двох рядових — блискучого молодого художника, сина мільйонера Едуара (Науель Перес Біскаярт) і колишнього бухгалтера Альбера (Альбер Дюпонтель). Едуар рятує життя Альбера, але сам важко поранений. Його обличчя жахливо понівечене, і він не хоче повертатися у замок батька таким. Оголосивши себе загиблим і приховавши назавжди обличчя під маскою, Едуар починає малювати приголомшливі картини про війну. Альбер стає імпресаріо «людини без обличчя».

## У ролях
| • Науель Перес Біскаярт | … | Едуар Перикур        |
| • Альбер Дюпонтель      | … | Альбер Майярд        |
| • Лоран Лафітт          | … | Анрі д'Ольне-Прадель |
| • Нільс Ареструп        | … | Марсель Перикур      |
| • Емілі Дек'єнн         | … | Мадлен Перикур       |
| • Мелані Тьєррі         | … | Полін                |
| • Елоїза Бальстер       | … | Луїза                |
| • Філіпп Юшан           | … | Лабурден             |
| • Андре Маркон          | … | офіцер жандармерії   |
| • Мішель Вюйєрмоз       | … | Жозеф Мерлен         |
| • Кароль Франк          | … | сестра Гортензія     |
| • Жиль Гастон-Дрейфус   | … | мер                  |
| • Жак Мату              | … | префект              |
| • Філіпп Дюкен          | … | станційний жандарм   |
| • Дені Подалідес        | … | міністр              |

## Знімальна група
- Автор сценарію — Альбер Дюпонтель, П'єр Леметр за романом П'єра Леметра «До побачення там, нагорі» (фр. Au revoir là-haut, 2013)
- Режисер-постановник — Альбер Дюпонтель
- Продюсер — Катрін Бозорган
- Оператор — Венсан Матіас
- Композитор — Крістоф Жульєн
- Монтаж — Крістоф Пінель
- Художник-постановник — П'єр Кефлен, Ліліт Бекмезян
- Художник з костюмів — Мімі Лемпіка

## Нагороди та номінації
| Список нагород та номінацій | Список нагород та номінацій | Список нагород та номінацій    | Список нагород та номінацій                                   | Список нагород та номінацій | Список нагород та номінацій |
| Кінопремія                  | Рік                         | Категорія                      | Номінант(и)                                                   | Результат                   | Дж                          |
| --------------------------- | --------------------------- | ------------------------------ | ------------------------------------------------------------- | --------------------------- | --------------------------- |
| Премія «Люм'єр»             | 5.02.2017                   | Найкращий фільм                | До побачення там, нагорі                                      | Номінація                   | [ 5 ]                       |
| Премія «Люм'єр»             | 5.02.2017                   | Найкращий сценарій             | Альбер Люпонтель, Альбер Леметр                               | Номінація                   | [ 5 ]                       |
| Премія «Люм'єр»             | 5.02.2017                   | Найкращий кінооператор         | Венсан Матіан                                                 | Номінація                   | [ 5 ]                       |
| Премія Кришталевий глобус   | 12.02.2018                  | Найкращий фільм                | До побачення там, нагорі                                      | Номінація                   | [ 6 ]                       |
| Премія Кришталевий глобус   | 12.02.2018                  | Найкращий актор                | Альбер Люпонтель                                              | Номінація                   | [ 6 ]                       |
| Премія «Сезар»              | 2.03.2018                   | Найкращий фільм                | До побачення там, нагорі                                      | Номінація                   | [ 2 ]                       |
| Премія «Сезар»              | 2.03.2018                   | Найкраща режисерська робота    | Альбер Люпонтель                                              | Перемога                    | [ 3 ]                       |
| Премія «Сезар»              | 2.03.2018                   | Найкращий актор                | Альбер Люпонтель                                              | Номінація                   | [ 2 ]                       |
| Премія «Сезар»              | 2.03.2018                   | Найкращий актор другого плану  | Нільс Ареструп                                                | Номінація                   | [ 2 ]                       |
| Премія «Сезар»              | 2.03.2018                   | Найкращий актор другого плану  | Лоран Лафітт                                                  | Номінація                   | [ 2 ]                       |
| Премія «Сезар»              | 2.03.2018                   | Найкраща акторка другого плану | Мелані Тьєррі                                                 | Номінація                   | [ 2 ]                       |
| Премія «Сезар»              | 2.03.2018                   | Найкращий адаптований сценарій | Альбер Дюпонтель та П'єр Леметр                               | Перемога                    | [ 3 ]                       |
| Премія «Сезар»              | 2.03.2018                   | Найкраща музика до фільму      | Крістоф Жульєн                                                | Номінація                   | [ 2 ]                       |
| Премія «Сезар»              | 2.03.2018                   | Найкращий монтаж               | Крістоф Пінель                                                | Номінація                   | [ 2 ]                       |
| Премія «Сезар»              | 2.03.2018                   | Найкраща операторська робота   | Венсан Матіас                                                 | Перемога                    | [ 3 ]                       |
| Премія «Сезар»              | 2.03.2018                   | Найкращі декорації             | П'єр Кефлен                                                   | Номінація                   | [ 2 ]                       |
| Премія «Сезар»              | 2.03.2018                   | Найкращий дизайн костюмів      | Мімі Лемпіка                                                  | Перемога                    | [ 2 ]                       |
| Премія «Сезар»              | 2.03.2018                   | Найкращий звук                 | Жан Мінондо, Ґурваль Коїк-Ґаллас Сиріл Ольц, Деміен Ладзеріні | Номінація                   | [ 2 ]                       |